# X (漫画)
『X』（エックス）は、CLAMPによる漫画作品、およびそれを原作としたアニメ作品である。漫画版は1992年に『月刊ASUKA』誌にて掲載開始。不定期に連載の中断・再開があり、2022年現時点においては休載中。2021年3月時点で累計発行部数は1200万部を記録している。

## 概要
『東京BABYLON』や『破軍星戦記』、『CLAMP学園探偵団』など、作者が過去に描いた登場人物がこの劇中にも出演している（＝クロスオーバー作品）。スター・システム型のエンタテインメント作品でもある。
ラジオ番組『ミッド☆ナイト あすかチャンネル』（TBSラジオファンタジーワールド枠）内で漫画版のキャラクターストーリーを基にしたラジオドラマも制作・放送された。
1996年には劇場版が公開。主題歌はX JAPANの「Forever Love」。その後、テレビアニメ版が2001年10月からWOWOW（ノンスクランブル放送）で放送された。
漫画版、劇場版とテレビアニメ版では、それぞれが微妙に異なる設定と展開がある。東京のビル群が倒壊したり、登場人物がバラバラになって死ぬというグロテスクな描写が多い。

### 連載休止の原因
漫画情報誌『ぱふ』2004年7月号のインタビューによると、連載休止の原因は阪神・淡路大震災や神戸連続児童殺傷事件やその他の猟奇的な事件が起こったことや、それに付随する論争と世相により、オチが難しくなったからである。作者4人曰く「結末は必ず書きたい」。

### 新装版
2023年2月3日、CLAMP作品の新装版プロジェクト“CLAMP PREMIUM COLLECTION”の第4弾として新装版の刊行が開始された（10カ月連続刊行され、全19巻）。表紙は描き下ろし、イラストはすべてカラー化。オリジナルのコミックスカバー折返しのタロットイラストは、カードとして全19巻購入特典となる。既刊の18巻に加えて、未刊行部分の「18.5巻」が11月3日に刊行されたが、未刊行部分及び、NEWTYPEの付録及びファンクラブ特典に収録された番外編のみである。未完成部分の今後について公式にコメントは無く、不明となっている。

## あらすじ
東京を舞台に、人類の存続を求める「天の龍」と、人類を汚染とみなし、自然あふれる地球に戻そうとする「地の龍」の戦いを描いている。

## 登場人物
コミックスカバー折返しでは、各キャラクターがタロットカードの大アルカナにたとえられ、なおかつ巻数とタロットの数字が対応している。
声優は、劇場版 / テレビ版の順

### メイン
司狼神威（しろう かむい）
声 - 関智一 / 鈴村健一 / 幼少：森田チアキ
主人公。高校1年生。地球の未来を左右できる存在（1人目）。短気で粗暴だが、本来は口下手で穏やかな、優しく繊細な性格。やや小柄な美少年。戦闘能力は高く強大。母の遺言で沖縄から東京に帰ってくる。物心ついた時から父親はいない。封真と小鳥を誰よりも大切に思っている。天の龍と地の龍のどちらにもなり得るが、己の想いから「天の龍」を選択する。その結果、地の龍として覚醒して人格が変貌した封真により目の前で小鳥を惨殺され、ショックのあまり心を閉ざし一時廃人状態に陥るが、昴流により救われる。以降は「天の龍」として行動、空汰・嵐・護刃と共にCLAMP学園内で生活している。結界はまだ創れない。
劇場版では、東京タワーにて小鳥や全ての仲間を失った後に封真を殺害。テレビアニメ版では封真に神剣で心臓を刺され、彼に封真としての自我を取り戻させた後に自分の願いを託し、自らは球形（地球を象徴した形である様子）の結界を創ると同時に光となって消滅した。
タロットは魔術師 (1)。
桃生封真（ものう ふうま）
声 - 成田剣 / 諏訪部順一
刀隠神社の跡取り息子。高校2年生で神威の幼馴染。地球の未来を左右できる存在（2人目）。「地の龍の神威」として覚醒した時の性格は、自分が可愛いだけの単なるサイコパス。心の底から死を望まない人間は殺さないようだが…。
劇場版では、天の龍だけでなく地の龍の生き残りも全て殺害した後に、東京タワーにて神威との戦いに敗れ死亡。テレビアニメ版では神威を神剣で刺した後に、自身の願いと結界を発動させた神威により、神威自身の消滅と引き換えに元の人格を取り戻した。
PSのゲーム版では、EDにて神威の守った地球を自分が守り続けることを、亡き神威に誓っている。
桃生小鳥（ものう ことり）
声 - 岩男潤子 / 能登麻美子
神威の幼馴染で封真の妹。心臓の弱い病弱美少女。植物や鳥と話ができ、潜在的に母親譲りの夢見能力を持っていた。時鼓の死に様を目の当たりにした途端、幼い頃のトラウマが甦り発狂した。その後、「地の龍」として覚醒した兄によって惨殺される。
劇場版では神剣を宿し、「地の龍」となった封真から神剣を抜き取られる。
劇場版、テレビアニメ版では持病はない。
タロットは恋人達 (6)。

### 天の龍
「天の龍の神威」に率いられる7人の能力者。別名・七つの封印。彼らが勝ち残れば、人類は生き延びる。6人とも結界を創り出すことができていた（現時点では4人）。
司狼神威（しろう かむい）
#メイン参照。
有洙川空汰（ありすがわ そらた）
声 - 山寺宏一 / 真殿光昭
「天の龍」の一人。高野山の秘蔵っ子で、高野山の開祖に匹敵する力を持つ。結界は立方体。3歳の時に両親から引き離され、高野山の住職達と共に暮らす。嵐に一目惚れし、彼女を一番大切に想っている。社交的な性格で、ムードメーカー的存在。関西弁口調。「天の龍」の中では、主に司令塔。神威の事をいつも気にかけ、面倒見が良い。彼だけは神威達と最後の決戦に赴かず、「裏」丁の方へ向かう。
劇場版では封真から嵐を守り殺されている。テレビアニメ版でも同様に封真に殺されているが、その際に最後の力で封真を瀕死の重傷にまで追い込み退ける事で、嵐と神威を守り予言通りに死んでいった。
タロットは戦車 (7)。
鬼咒嵐（きしゅう あらし）
声 - 篠原恵美 / 柚木涼香
「天の龍」の一人。伊勢の隠し巫女で、伊勢の霊力総てをその身に隠す。掌から御神体を出す。母親もかつて伊勢神宮の巫女だった。結界は四角錐。道行く人が振り返るほどの美少女。理知的でしっかり者に見えて、実は世間知らずでウブ。また、料理経験もない。CLAMP学園に転入する以前はセーラー服を着ていた。幼くして母と生き別れ、食に困窮するほどの生活を送っていたところを、伊勢神社の老婆に拾われた。空汰の想いに戸惑いつつも徐々に惹かれていき、異性としての関係を持つ。以後巫女としての力を失い、思い余って丁にすがったが、「裏」丁の存在に気付かず、夢の中に引きずり込まれる。
劇場版では、封真の攻撃から空汰に守られるも、殺された空汰に気を取られていたところを封真に刺される。テレビアニメ版では、一時空汰を守るために「地の龍」につくが、空汰の想いに触れ「天の龍」へ戻る。世界の終末＝神威の願いを見届けた後は、高野山に赴き昔書いたと思われる空汰の落書きを見て嬉しそうに微笑む。
タロットは節制 (14)。
蒼軌征一狼（あおき せいいちろう）
声 - 田中秀幸 / 森川智之
「天の龍」の一人。出版社勤務。風使いの一族の出で一族最高の風使いらしい。真面目で心優しく、妻と娘を愛している。結界は八角柱。火煉と組んで行動する事が多い。神威と数名の「天の龍」と共に最後の決戦に赴く。
劇場版では、仲間のために那吒と相討ちとなるが、テレビアニメ版では、決戦に赴く際、家族を巻き込むまいと自ら妻に離縁を申し入れた。
その後の連戦で草薙から戦闘不能に追い込まれるも生き延び、病院で嵐、護刃とともに世界の終末＝神威の願いを見届けた後、火煉に約束した通り妻子の許に戻る。
タロットは教皇 (5)。
夏澄火煉（かすみ かれん）
声 - 小山茉美 / 沢海陽子 / 幼少：金田朋子
「天の龍」の一人。火を操る異能者。結界は十字架型。また、本人もクリスチャンらしい。かつて、自分の能力を気味悪がった母親に虐待を受けていた。ホステスやソープ嬢としての経歴もあり、厳しい人生を歩んできたが故の優しい性格。密かに征一狼を慕っている。哪吒の中に霞月としての意識を見出し、子供としての哪吒の心を救おうとした。その後、神威と数名の「天の龍」と共に最後の決戦に赴く。
劇場版では浅黄笙悟と、テレビアニメ版では麒飼遊人と、どちらも相討ちになって死亡した。
タロットは正義 (11)。
猫依護刃（ねこい ゆずりは）
声 - 野上ゆかな / 佐久間紅美
「天の龍」の一人。三峰神社の孫娘にして、眷属神「犬鬼」を使役する。志勇草薙のことが好き。結界は円柱。天の龍の中では最年少の中学生。前向きで元気があり、美味しい物（特に甘味）が大好き。一度は犬鬼を失ったが、新たな「犬鬼」を生み出す。以前の犬鬼は成犬だったが、現在の犬鬼は子犬の姿。神威と数名の「天の龍」と共に、最後の決戦に赴く。
劇場版では神威と共に草薙・遊人を相手に戦う中で、神威を狙って遊人が放った凶器に身を挺し、腹部に刃を受ける。そして倒れたところを抱き留めた神威の腕の中で息を引き取った。
TVアニメ版では、後半で哪吒と戦う中で窮地に追い込まれて草薙に助けられるものの、その後草薙は重傷を負い、自身も負傷して活躍できずにいた。病院で意識不明となっている草薙に寄り添う中で、世界の終末＝神威の願いを見届けた後、草薙と共に故郷に帰り幸せに暮らしている。
タロットは力 (8)。
皇昴流（すめらぎ すばる）
声 - 宮崎一成 / 杉田智和
「天の龍」の一人。陰陽師の最高峰・皇家当主。初出は『東京BABYLON』。結界は星型。かなりの実力者でありながら、周りとはあまり協力をしたがらない。神威の境遇にかつての自分自身の姿を重ねている。星史郎を追い、彼に殺されることを願っていた。封真との戦闘により右目を抉られ負傷、失明する。星史郎の死後、結界を張ることが出来なくなる。星史郎の左目と桜塚護を受け継ぎ「地の龍」側についてからは、封真と行動を共にする。神威の真の願いを知る者の1人で、自分の存在価値に興味を無くしているが、神威の事は気にかけている様子。
劇場版では星史郎を憎んでおり、序盤に星史郎と戦い相討ちとなって死亡。
テレビアニメ版では一時廃人となるが、夢で北都に諭され神威に心を動かされて現実に戻り、窮地の神威を助けた。その際に残っている僅かな力で東京タワーに結界を創造し、傷つく神威に助言をし彼に全てを託す。世界の終末＝神威の願いを見届けた後、自身を取り戻し彼なりの道を歩む（抉られた右目は失明したまま）。
PS版の天の龍EDでは、実家の皇家に戻ったようで、後に生き残った天の龍・地の龍全員と共に封真と再会している。
タロットは吊された男 (12)。

### 地の龍
「地の龍の神威」に率いられる7人の能力者。別名・七人の御使い。彼らが結界をすべて破壊し尽くせば、地球は生き長らえる。
桃生封真（ものう ふうま）
#メイン参照。
麒飼遊人（きがい ゆうと）
声 - 井上和彦 / 古屋道秋
「地の龍」の一人。区役所に勤める公務員。初出は『破軍星戦記』。当初はアメリカンクラッカーのような暗器を使用していた。ホストっぽい外見の水使い。その能力の程度は、本人曰く「ちょっと派手な水芸」。若そうに見えて、実際はそこそこな年齢の様子。他人への気遣いが無い訳では無いが、本質は「運命に逆らうのではなく身を任せてみるのも面白い」と語る飄々とした性格。
劇場版では草薙と組んで神威・護刃と戦い、護刃の命を奪うが最後、封真に殺される。テレビアニメ版では火煉と差し違えて死亡。自分の命に執着していなかった。
タロットは悪魔 (15)。
八頭司颯姫（やとうじ さつき）
声 - 三石琴乃 / 桑島法子
「地の龍」の一人。天才ハッカー。都庁の地下にある彼女が設計・製作したスーパーコンピュータ・獣（ビースト）とケーブルに全身を絡ませる形で一体化して情報を収集する。過去にフリーメイソンでセフィロトの研究をしていた。コンピューターからは非常に愛されている。ビーストを経由して電線等を暴れさせるよう指示する攻撃方法をとり、破壊場所には直接赴かない。当初は誰に対しても感情を持っていなかったが、無自覚ながら遊人を慕う。
劇場版、テレビアニメ版共に、彼女の遊人への思いに気づいていたビーストの嫉妬から、ビースト自体に殺されている。
タロットは隠者 (9)。
志勇草薙（しゆう くさなぎ）
声 - 中田譲治 / 相沢正輝
「地の龍」の一人。陸上自衛隊員。草木や動物と話ができる。本人は「地の龍」としての運命など自分には関係ないと思っているようで「地の龍」らしい行動（結界や建造物の破壊）は一切見せていない。犬鬼が見えたことがきっかけで護刃と親しくなるも、特に彼女が天の龍と知ってからは、その関係に戸惑いを感じ始めていた。「地の龍」の中では珍しく、心優しい性格。
劇場版では好戦的な性格で護刃と戦う。その後ふとしたきっかけで封真により殺された。
テレビアニメ版では基本的に原作に準じた人物造形で描かれており、終盤で「地の龍」として戦いの場に赴き、既に重傷を負っていた征一狼を戦闘不能に追い込むが、窮地に追い込まれても変わらない護刃の自分への思いを受けて、「地の龍」を裏切り護刃を救うものの直後に重傷を負い意識不明となる。最終話での神威の死闘終了後に意識を取り戻し、彼女と心を通わせた。
タロットは星 (17)。
桜塚星史郎（さくらづか せいしろう）
声 - 古澤徹 / 幼少（ラジオドラマ）：中井和哉 / かわのをとや
「地の龍」の一人。初出は『東京BABYLON』で、皇家と双璧をなす暗殺者集団（桜塚護）の力を継ぐ。『東京BABYLON』の頃に昴流を庇い右目を失明しており、北都を殺している。
「地の龍」の中でも群を抜いて積極的に結界を破壊していた。一見、穏やかな笑顔を浮かべた好青年に見えるが、生まれつき他人を傷つけることに何の感情も抱かない人格破綻者。昴流に対して執着しており、彼との戦いの中で北都が遺した術をわざと発動させ、死亡する。死後も、封真が負わせた昴流への傷が気に食わなかったという理由で自身の左目を昴流へ遺し、昴流の執着を更に強固にした。
劇場版では序盤に昴流と戦い、相討ちとなって死亡している。
タロットは死神 (13)。
那吒（なたく） / 塔城霞月（とうじょう かづき）
声 - 松本梨香 / 幼少（ラジオドラマ）：本井英美 / くまいもとこ
「地の龍」の一人。後者は塔城製薬会長の孫娘の名前。サンシャイン60の地下にある塔城製薬の研究施設で女体を通さずに生まれた生命体（※完全にゼロから生まれた訳ではなく、幼くして病死した霞月の遺伝子情報と父親の身体を基としている人造人間、しかも30年以上もかかっている）。男でも女でもなく、しかも感情を持たない。封真の中に父親の面影を、火煉の中に母親の面影を見出だしている。最終的には封真の命令より、火煉の命を助ける事を選択し、封真によって殺される。
劇場版では征一狼の決死の攻撃により相打ちとなり死亡。テレビアニメ版では、空汰の最後の一撃を受けて瀕死の重傷を負った封真のために、自らの肉体を吸収させ消滅した。
タロットは月 (18)。
玖月牙暁（くづき かきょう）
声 - 緒方恵美（ラジオドラマ） / 上田祐司
「地の龍」の一人。FOUR SEASONS HOTELに長期滞在客として宿泊している。夢見で、現在ほぼ植物人間状態。封真に望みを叶えてもらうために力を貸す。夢の中で北都に出会い、心を開くも、彼女が殺されたことで、彼女の元に駆け付けようとするも銃撃を受けて体を動かせなくなり、一層自分の殻に閉じ篭る。発狂した小鳥の相談相手でもある。
小鳥との交流があったためか、地の龍ではあるものの神威のことも気にかけている。なお夢見としての力は、丁と神威の夢での会話に干渉して割り込むことができるほど強力。彼が見た夢見では「地の龍の神威が天の龍の神威を殺す」未来を見ており、彼自身はその未来に複雑な思いを抱きつつも、未来は変えられないと達観している。
テレビアニメ版では、最終決戦の際に、心を閉ざしていた昴流へ干渉を行って北都の心を昴流へと導き、昴流が神威に助太刀に向かう手助けを行う事で、間接的に天の龍の味方をしている。その後、神威が運命を変え消滅したところを見届け、北都に手を引かれあの世へと旅立った。劇場版には登場しない。
タロットは運命の輪 (10)。
浅黄笙悟（あさぎ しょうご）
声 - 関俊彦（映画版のみ）
「地の龍」の一人。映画版オリジナルキャラクターで水使い。火煉と戦い、相打ちになって死亡。
後に正式なCLAMPキャラクターとしてフィードバックされ、『ツバサ』にてコミック初登場となる。

### その他
丁（ひのと）
声 - 皆口裕子 / 久川綾
国会議事堂の地下で暮らしている夢見。地球存亡の危機のため、神威に助けを求める。見た目は幼女。聾唖で歩行不可能なため、彼女の声は頭の中に直接伝わる。本当は、神威に殺されることを願っていた。二重人格者のようであり、「裏」丁の方は自分のためなら他者の犠牲も全く厭わないサイコパスである。
TVアニメ版では、「裏」丁を自らと共に消滅させ神威に願いを託し、「貴方を信じさせて」と遺言を残し彼の腕の中で息を引き取る。それと同時に神剣の封印も解かれ、神威はそれを手に最後の決戦へと向かう。
タロットは女教皇 (2)。
庚（かのえ）
声 - 高畑淳子 / 幸田夏穂
丁の妹で、東京都知事秘書。夢見ではないが、他人の夢に入り込む能力を持つ。都庁の地下を拠点に「地の龍」を集める、外見20代の美人。実は姉を自由にさせてあげたいがための行動であったが、彼女への愛情を利用され「裏」丁によって殺される。レズビアンらしい（物語初期では颯姫との関係が怪しく、劇場版では誘拐した小鳥の胸を揉んでいたほか、『不思議の国の美幸ちゃん』では美幸を押し倒して犯そうとしていた）。なお映画をもとにした小説版では、遊人と肉体関係にある事を示唆する描写もあるため、バイセクシャルである可能性もある。
テレビアニメ版では、丁の死を夢で知り「なぜなの?」と涙を流しながら、彼女の死を嘆く。
タロットは女帝 (3)。
砕軌玳透（さいき だいすけ）
声 - 森川智之（ラジオドラマ） / 谷山紀章
10歳の頃から丁に仕え、密かに好意を持っている。伊勢付きの風使い一族の一人。征一狼の甥。丁を守って死ぬことを望み、最終的には、彼女をかばう形で封真により殺される。生真面目な性格。
蒼氷＆緋炎（そうひ、ひえん）
声 - なし / 彩木香里&河原木志穂
丁に仕える女官たち。両親に倣い、丁を「姫」と呼ぶ。「裏」丁の存在に気づいていない。
桃生鏡護（ものう きょうご）
声 - 沢木郁也（ラジオドラマ） / 石井康嗣
封真・小鳥の父親。刀隠神社の神主。神社を襲った那吒から神剣を守るために命を落とす。妻・紗鵺が斗織を愛していることを黙認しつつ、妻を愛していた。
タロットは皇帝 (4)。
桃生紗鵺（ものう さや）
声 - なし / 根谷美智子
封真・小鳥の母親。小鳥が10歳の時に神剣を生み、死亡する。斗織とは高校生の頃に知り合い、その当時から彼女を心から愛し、彼女のために鏡護に嫁いだ。
テレビアニメ版では鏡護とはおしどり夫婦であり、斗織には恋愛感情を抱いていない。
劇場版では登場しない。
タロットは愚者 (0)。
司狼斗織（しろう とおる）
声 - 池田昌子 / 井上喜久子
神威の母親。紗鵺とは高校以来の親友である。地球の影贄となったが失敗する。旧姓：真神。
劇場版では、炎の中で神剣を神威に託してから命を落とす。原作の影贄の使命等の設定は無い模様。
タロットは、妹の時鼓と共に塔 (16)。
真神時鼓（まがみ ときこ）
声 - 戸田恵子（ラジオドラマ） / 渡辺美佐
斗織の妹。神威より14歳上。神威のためにもう一本の神剣を生み出す。養護教諭免許持ち。真神家は、重要人物などの影贄となり、総ての厄災を受けその人物を守ることを生業とする。何者かにさらわれるも、何とかして抜け出した様子。
劇場版では登場せず。
タロットは、姉の斗織と共に塔 (16)。
ドラマCDでは、司狼斗織、真神時鼓はともに神威の回想にて登場。
瀬川景一（せがわ けいいち）
神威のクラス委員長にして、彼の数少ない友達。地震で父親を亡くした。その後は、CLAMP学園の寮で生活している。

### 他作にもリンクしている人物
皇北都（すめらぎ ほくと）
声 - なし / 雪乃五月（テレビ版）
初出は『東京BABYLON』。昴流の双子の姉で、すでに故人。牙暁が唯一心を開いた人物。過去に星史郎に殺害されているが、実は星史郎に術をかけるため、あえて殺された。本人は、二人が殺し合うことは望んではいなかったが故に、術の正体すら星史郎に明かしていたが、その思いも裏切られた。
桜塚 雪華（さくらづか せつか）
声 - 矢島晶子 （ラジオドラマ）
星史郎の母親かつ、先代桜塚護。外見はまるで少女であり、紅椿が好き。普段は座敷牢の中にいて、仕事の時のみ外に出ていた。
妹之山残（いものやま のこる）
初出は『学園特警デュカリオン』。『CLAMP学園探偵団』にも登場。
鷹村蘇芳（たかむら すおう）
初出は『破軍星戦記』。『CLAMP学園探偵団』にも登場。
伊集院玲（いじゅういん あきら）
初出は『20面相におねがい!!』。『CLAMP学園探偵団』にも登場。

## 用語
神剣
刀隠神社でご神体として扱われている両刃の剣。女体から産まれ、剣を産んだ女性は体が四散する。謎が多い。塔城製薬の研究によると「大部分が人体と同じ物質で構成され生きている」。
結界石
高層ビルや環状線を呪術的な結界に見立てたもの。全てが破壊されれば大規模な災害が発生し、文明が破壊され、人類が滅ぶ。これらを保護するのが天の龍の目的であり、逆に破壊するのが地の龍の目的。
天の龍の結界
天の龍は異空間「結界」を作り出すことができる。天の龍の7人のみしか創り出せない。神威以外は創造する事が出来る。結界内の建造物が負ったダメージは術を解いた時に無効化されるので主に「結界石」の保護に使われる。結界を作り出した術者が戦闘などで死亡したり、瀕死状態に陥った場合、ダメージが反映される。一人の術者につき1つの結界しか張ることができないが、2人協力することにより一箇所に2重に張ることも可能である。描かれる形は術者によって異なる。
結界が張られた主な場所
サンシャイン60、中野サンプラザ、新宿の高層ビル群、靖国神社、井の頭公園、山手線（皇居を中心に仏手の形に敷かれた絃状結界）、レインボーブリッジ、銀座の時計台、都庁（現存）、東京タワー（現存）

## 書誌情報
第1巻が1992年8月17日に発行され、第18巻まで発行されている。月刊Newtype10月号増刊「CLAMP Newtype〈PLATINUM〉」 に「18.5巻」として、コミックス未収録パートが掲載された。上記の通り、新装版で初めて単行本化される予定。
| #    | 発行日         | ISBN          | 備考                          |
| ---- | -------------- | ------------- | ----------------------------- |
| 1    | 1992年7月29日  | 4-04-924306-7 |                               |
| 2    | 1992年10月28日 | 4-04-924323-7 |                               |
| 3    | 1993年1月29日  | 4-04-924338-5 |                               |
| 4    | 1993年6月2日   | 4-04-924358-X |                               |
| 5    | 1993年11月2日  | 4-04-924388-1 |                               |
| 6    | 1994年12月7日  | 4-04-924420-9 |                               |
| 7    | 1995年10月17日 | 4-04-924543-4 |                               |
| 8    | 1996年6月14日  | 4-04-924598-1 |                               |
| 9    | 1997年1月16日  | 4-04-924640-6 |                               |
| 10   | 1997年9月17日  | 4-04-924688-0 |                               |
| 11   | 1998年9月14日  | 4-04-924748-8 |                               |
| 12   | 1999年3月17日  | 4-04-924770-4 |                               |
| 13   | 1999年8月19日  | 4-04-924788-7 |                               |
| 14   | 2000年2月22日  | 4-04-924804-2 |                               |
| 15   | 2000年8月17日  | 4-04-924825-5 |                               |
| 16   | 2001年3月17日  | 4-04-924857-3 |                               |
| 17   | 2001年11月17日 | 4-04-924882-4 |                               |
| 18   | 2002年9月17日  | 4-04-924892-1 |                               |
| 18.5 | 2006年9月25日  |               | CLAMP Newtype〈PLATINUM〉付録 |
| 18.5 | 2009年10月22日 |               | ALL ABOUT CLAMPに収録         |

## Music Video版
『X2－ダブルエックス－』
「X」を史上初のアニメ・ビデオ化。大人気アーティストX（後のX JAPAN）とのコラボ作品。曲は『紅』、『X』『エンドレス・レイン』など。CLAMPのXのイラストのスライドショーやオリジナルアニメがプロモーションビデオとして使われている。監督はりんたろう、作画監督は結城信輝。収録時間：25分中、アニメ部分は2分40秒。(発売日：1993年11月21日)
アニメーション・スタッフ
- 原作 - CLAMP
- 音楽 - X
- 監督 - りんたろう
- キャラクターデザイン・作画監督 - 結城信輝
- 原画 - 金田伊功、芦野芳晴、高坂希太郎、桜井邦彦、木村雅広、関野昌弘、菱沼義仁、鶴巻和哉、そえたかずひろ、野田卓雄、田崎聡、才谷梅太郎、小林正之、藤田栄、青木哲朗
- 美術監督 - 池田祐二
- 色彩設計 - すずきたかこ
- 撮影監督 - 山口仁
- 音響監督 - 本田保則
- 制作協力 -  マッドハウス
- アニメーション制作 - アニメイトフィルム

## ラジオドラマ版
『X キャラクターファイル』
原作のキャラクターストーリーを基に制作され、TBSラジオ『ミッドナイト☆あすかちゃんねる』内で放送された。また、CD化されたものが販売される際に、レコード店流通版（ビクターエンタテインメント）と書店流通版（角川書店）の2種類が存在したが内容は同一である。また、ドラマ内で使ったBGMを収録したサウンドトラックもある。主要人物のキャストは劇場版と同じ。
スタッフ
- 原作：CLAMP（月刊『ASUKA』/『あすかコミックス』）
- 脚本：大川七瀬 (CLAMP)
- 音楽：菅野よう子・溝口肇・長岡成貢・周防義和
- 演出：本田保則

各巻リスト
- 『X キャラクターファイル1 YUZURIHA & SORATA』1996年6月21日発売
- 『X キャラクターファイル2 SEIICHIRO & KAREN』1996年7月24日発売
- 『X キャラクターファイル3 SATSUKI & SUBARU』1996年8月21日発売
- 『X キャラクターファイル4 NATAKU & ARASHI』1996年9月20日発売
- 『X キャラクターファイル5 KUSANAGI & KAKYOU』1996年10月23日発売
- 『X キャラクターファイル6 YUTO & SEISHIRO』1996年11月21日発売
- 『X キャラクターファイル7 FUMA & KAMUI』1996年12月18日発売

## 劇場版
スタッフ
- 製作 - 角川歴彦
- 企画 - 田宮武、大川七瀬
- 原作 - CLAMP（月刊 ASUKA /あすかコミックス）
- 監督 - りんたろう
- 脚本 - 渡辺麻実、大川七瀬、りんたろう
- キャラクターデザイン・作画監督 - 結城信輝
- 美術監督 - 平田秀一
- キャラクター色彩設計 - すずきたかこ
- 撮影監督 - 山口仁
- 音響監督 - 本田保則
- 音楽 - 清水靖晃（サントラ盤：ビクターエンタテインメント）
- テーマ音楽監督 - YOSHIKI
- アニメーション制作 - マッドハウス
- KADOKAWA SHOTEN PRESENTS / X 製作委員会（角川書店、丸紅、セガ・エンタープライゼス、マッドハウス、バンダイビジュアル、ビクターエンタテインメント、ムービック）
- 配給 - 東映

主題歌「Forever Love」作詞・作曲 - YOSHIKI / 編曲・歌 - X JAPAN

## テレビアニメ版
スタッフ
- 原作 - CLAMP（月刊ASUKA連載／角川書店あすかコミックス刊）
- 監督 - 川尻善昭
- キャラクターデザイン・総作画監督 - 兼森義則
- 美術監督 - 池田祐二
- 色彩設計 - 橋本賢
- 撮影監督 - 白井久男
- 音響監督 - 本田保則
- 音楽 - 佐藤直紀
- プロデューサー - 丸山正雄、水野丈一、小森伸二、鈴木路子
- アニメーション制作 - マッドハウス
- 製作 - 角川書店、バンダイビジュアル、ディーライツ、マッドハウス、キャラアニ.com

主題歌
オープニングテーマ「eX dream」作詞 - Julian Lewis / 作曲・編曲 - 西村麻聡 / 歌 - 美勇士
エンディングテーマ
「STRENGTH」（第零話）作詞・作曲・歌 - 小泉恒平 / 編曲 - 佐藤直紀、小泉恒平
「secret sorrow」作詞・作曲・歌 - 小泉恒平 / 編曲 - chokkaku

各話リスト
第零話はテレビ未放送。
| 話数   | サブタイトル       | 脚本         | 絵コンテ     | 演出              | 作画監督          |
| ------ | ------------------ | ------------ | ------------ | ----------------- | ----------------- |
| 第零話 | 予兆 - AN OMEN     | 川尻善昭     | 川尻善昭     | 遠藤卓司          | 兼森義則          |
| 第1話  | 再会 - A REUNION   | 川尻善昭     | 川尻善昭     | 林秀夫            | 阿部恒            |
| 第2話  | 夢見 - A NIGHTMARE | 川尻善昭     | 川尻善昭     | 有冨興二          | 藤田しげる        |
| 第3話  | 約束 - A PLEDGE    | 川尻善昭     | 川尻善昭     | 松尾衡            | 桜井邦彦          |
| 第4話  | 影贄 - A SACRIFICE | 川尻善昭     | さかいあきお | 宍戸淳            | Lee Ho Sum        |
| 第5話  | 宿命 - A DESTINY   | 川尻善昭     | 小島正幸     | 佐藤英一          | 濱田邦彦          |
| 第6話  | 高野 - KOUYA       | 川尻善昭     | 林秀夫       | 林秀夫            | 藤田しげる        |
| 第7話  | 電脳 - CIVER       | 川尻善昭     | 佐藤雄三     | 松村康弘          | 渡辺和夫          |
| 第8話  | 添星 - GEMINI      | 川尻善昭     | 小寺勝之     | 遠藤卓司          | 田中将賀          |
| 第9話  | 陰陽 - ONMYOU      | 杉原研二     | 浜崎博嗣     | 浜崎博嗣          | 田崎聡            |
| 第10話 | 犬鬼 - INUKI       | 川尻善昭     | 安藤真裕     | 有冨興二          | 田崎聡            |
| 第11話 | 境界 - BORDER      | 川尻善昭     | 佐藤雄三     | 高田淳            | 濱田邦彦 才木康寛 |
| 第12話 | 選択 - ALTERNATIVE | 川尻善昭     | 川尻善昭     | 太田雅彦          | 藤田しげる        |
| 第13話 | 帰還 - RETURN      | 川尻善昭     | 渕上真       | 外崎春雄          | 橋本英樹          |
| 第14話 | 集結 - GATHERING   | 川尻善昭     | 山崎隆       | 木宮茂            | 渡辺和夫          |
| 第15話 | 守護 - GUARDIAN    | 川尻善昭     | 安藤真裕     | 池田重隆          | 田中将賀          |
| 第16話 | 虚無 - SLAUGHTER   | 筆安一幸     | 浜崎博嗣     | 太田雅彦          | 田崎聡            |
| 第17話 | 苦悶 - WISH        | 筆安一幸     | 川尻善昭     | 桜井利之          | 大貫健一          |
| 第18話 | 新生 - NEWBORN     | 筆安一幸     | 佐藤雄三     | 外崎春雄          | 橋本英樹          |
| 第19話 | 煉獄 - INFERNO     | 筆安一幸     | さかいあきお | 岡崎幸男          | 渡辺和夫          |
| 第20話 | 恋歌 - RIPPLE      | ときたひろこ | 林秀夫       | 細田雅弘          | 斎藤浩信          |
| 第21話 | 流浪 - CURRENT     | 江夏由結     | 添田和弘     | 花井信也 池田重隆 | 田中将賀          |
| 第22話 | 背信 - BETRAYAL    | 筆安一幸     | 山本沙代     | 渡辺正彦          | 井上みゆき        |
| 第23話 | 天地 - EARTH       | ときたひろこ | 安藤真裕     | 太田雅彦          | 田崎聡            |
| 第24話 | 伝説 - LEGEND      | ときたひろこ | 浜崎博嗣     | 浜崎博嗣          | 桜井邦彦          |

## ゲーム
- TV animation X 運命の選択（プレイステーション版、バンダイ）

2002年8月22日に発売された、テレビアニメ版を基にした対戦型格闘ゲーム。

使用可能キャラクターは天の龍の6人と地の龍5人の計11人。同作のシステムやモーションは『サイキックフォース2012』から流用されている。
- TV animation X CARD OF FATE（ワンダースワン版、バンダイ）開発：access

2002年6月27日に発売された、カードバトルアドベンチャーゲーム。

## その他
『ツバサ-RESERVoir CHRoNiCLE-』には、空汰、嵐、笙悟、護刃、草薙、星史郎、火煉、神威、封真、昴流、那吒、牙暁、遊人、颯姫、玳透、霞月などが登場している。緋炎・蒼氷は小狼・黒鋼の刀として名前のみ登場。詳細はツバサ-RESERVoir CHRoNiCLE-の登場人物#東京（砂の国）を参照。